# Shiy De-jinn
Shiy De-jinn (chinesisch 席德進, Pinyin Xí Déjìn; 1923–1981) war ein chinesischer Maler.

## Leben und Werk
Er wurde 1923 in einem kleinen Dorf am Oberlauf des Flusses Jialing in einer wohlhabenden Bauernfamilie geboren. 1931 begann er unter der Obhut eines lokalen Malers seine lebenslange Laufbahn als Maler. 1933 zog seine Familie um in eine Kreisstadt im Süden Sichuans, wo er in die Grundschule gehen konnte. Während der Unruhen des Bürgerkrieges war er Schüler in der Sekundarschule in Tianfu, später in der Sekundarschule in Fucheng. In der Hochschule für Kunst und Technik in Chengdu kam er in Kontakt mit dem Maler Pang Xunqin, welcher als Gaststudent in Frankreich gewesen war, und lernte dadurch Gemälde von Matisse und Picasso kennen. Er machte seinen Abschluss am Hangzhou Art College unter der Leitung von Lin Fengmian. 1948 ging er zusammen mit der Guomindang-Regierung nach Taiwan. Er starb 1981 an einer Krankheit. Sein Nachlass wurde 1992 von seinen Freunden dem Taiwan Provincial Museum of Art (heute National Taiwan Museum of Fine Arts) übergeben. Es existiert eine Wanderausstellung mit seinen wichtigsten Werken von 1970 bis 1980. Er hat vor allem posthum als schwuler Künstler Interesse geweckt.